# Lupin III - Green vs Red
Lupin III - Green vs Red (ルパン三世 GREEN vs RED?, Rupan Sansei - GREEN vs RED) è il secondo OAV con protagonista Lupin III, il noto ladro creato dalla mente di Monkey Punch. È stato prodotto in occasione del 40º anniversario della nascita di Lupin III. È uscito in DVD in Giappone il 2 aprile 2008. Per il mercato home video il film ha assunto il titolo Lupin III - Verde contro rosso. In questo OAV Lupin è, per la prima volta, al volante di una Fiat 500 del 2007.

## Trama
Dopo la misteriosa scomparsa dalle scene di Arsenio Lupin III, per il mondo iniziano a girare molti Lupin, tutti imitatori, che cercano di sostituirsi a lui. Uno dei falsi Lupin viene arrestato per taccheggio, rischiando così di rovinare la reputazione a tutti gli altri che fingono di essere l'originale. Gli imitatori decidono così di accorrere tutti a Tokyo per liberarlo finendo però per essere a loro volta arrestati dalla polizia. Una delle copie scampata all'arresto in massa da parte della polizia si chiama Yasuo, un misterioso e tenebroso ragazzo che ha la giacca verde ed è appena stato lasciato dalla fidanzata, una giornalista di nome Yukiko; Yasuo vuole sfidare il Lupin originale, che indossa la giacca rossa, per prendere il suo posto, e per farlo punta a rubare il Cubo di Ghiaccio, che sembra un semplice diamante grezzo, a cui punta anche il vero Lupin. Yasuo invia un messaggio per annunciare il furto ad un uomo di nome Logan, presidente dell'azienda che ha il Cubo di Ghiaccio, ma l'aereo di Logan viene distrutto da un gruppo di mercenari dopo che Logan ha contattato colui che gli ha affidato il Cubo di Ghiaccio.
Dall'aereo di Logan si è salvato un ragazzino, figlio di Logan, che viene poi ucciso dai mercenari per non svelare il segreto del cubo. Ma dentro il corpo del ragazzo c'è la mente dello stesso Logan, che la fece trasferire per non morire di una malattia incurabile.
Zenigata, richiamato alla notizia degli imitatori, distingue immediatamente gli altri come copie indegne dell'originale, ma rimane perplesso davanti a Yasuo e il vero Lupin, affermando di saper riconoscere quello vero. L'ispettore osserva i sistemi a protezione del Cubo di Ghiaccio, però viene allontanato dal potente capo della società Nightwatch, un gruppo paramilitare con contratti in mezzo mondo. Più tardi, parlando col capo della polizia, scopre una verità inquietante: il cubo è un materiale fissile, utilizzabile per costruire una testata nucleare, e di per sé molto instabile (tanto che viene tenuto costantemente raffreddato). La sua creazione è un progetto del Ministero della Difesa Giapponese, poiché il paese sta andando verso il riarmo dopo decenni passati in pace. Il governo giapponese si rivolse alla società di Logan, che però non aveva i soldi necessari, così si rivolse ai mercenari della Nightwatch. Costoro in seguito presero il Cubo di Ghiaccio e lo trasferirono alla loro sede.
Yasuo avrà dalla sua parte Fujiko, mentre l'altro Lupin agirà con gli inseparabili Jigen e Goemon, che non si sono fatti ingannare da Yasuo. Alla fine, i due Lupin si sfideranno col volto bendato per il nome di Lupin, con Zenigata a fare da arbitro. Il tutto verrà registrato e trasmesso da Yukiko in diretta. Alla fine, non si capisce chi sia il vincitore, che scappa con Jigen e Goemon, inseguiti dalla polizia.

## Edizione italiana
In Italia, l'OAV è stato trasmesso per la prima volta sul canale Hiro il 18 aprile 2009, senza titoli di testa a parte il titolo del film. In chiaro è stato trasmesso su Italia 1 l'11 aprile 2010. In entrambe le occasioni fu tagliata la scena in cui Jigen spiega a dei bambini perché una delle due pistole che avevano in mano non funziona, scoprendo che dentro c'è un piccolo sasso in quanto considerato un tentativo di insegnare a sparare ai bambini. Essa è stata ripristinata in home video e trasmessa anche in televisione con la replica su Italia 2 del 16 marzo 2012. Nei titoli di testa la traccia musicale Fire Treasure (ripresa dal film Il Castello di Cagliostro) è sostituita da una versione strumentale.

## Doppiaggio
| Personaggio               | Doppiatore originale | Doppiatore italiano |
| ------------------------- | -------------------- | ------------------- |
| Lupin III                 | Kan'ichi Kurita      | Stefano Onofri      |
| Daisuke Jigen             | Kiyoshi Kobayashi    | Sandro Pellegrini   |
| Fujiko Mine               | Eiko Masuyama        | Alessandra Korompay |
| Goemon Ishikawa XIII      | Makio Inoue          | Antonio Palumbo     |
| Ispettore Koichi Zenigata | Gorō Naya            | Rodolfo Bianchi     |
| Yasuo                     | Jin Katagiri         | Marco Benvenuto     |
| Yukiko                    | Aya Hirano           | Rachele Paolelli    |
| Oyaji                     | Ken'ichi Ogata       | Goffredo Matassi    |
| Shinzo Kusakabe           | Nobuaki Fukuda       | Roberto Draghetti   |
| Mike Logan                | Josh Keller          | Mario Bombardieri   |
| Samuel Logan              |                      | Gabriele Patriarca  |
| Capo della polizia        |                      | Emilio Cappuccio    |

## Edizioni home video
I diritti per la pubblicazione home video dell'OAV in Italia appartengono alla Yamato Video, che lo ha distribuito col titolo Lupin III - Verde contro rosso. La prima edizione DVD è uscita il 28 ottobre 2011 in allegato al quotidiano La Gazzetta dello Sport, nella collana Lupin III Film Collection. L'OAV è stato poi distribuito in DVD e Blu-ray Disc dalla CG Entertainment il 26 giugno 2012.